# Coast Stars FC
El Coast Stars FC és un club de futbol de Kenya de la ciutat de Mombasa. El club va ser fundat l'any 1998. Juguen al Campionat de Kenya de Futbol i els seus partits com a local els disputen al Mombasa Municipal Stadium. La temporada 2004/05 va jugar amb el nom de Dubai Bank Limited Club a causa de l'espònsor Dubai Bank. A partir de la següent temporada van continuar jugant amb el nom de Coast Stars.